# 2011 en science
| Années de la science : 2008 - 2009 - 2010 - 2011 - 2012 - 2013 - 2014    |
| Décennies de la science : 1980 - 1990 - 2000 - 2010 - 2020 - 2030 - 2040 |

Cet article présente les faits marquants de l'année 2011 en science.

## Évènements

### Biologie
- 2011 est l’Année internationale des forêts.

- 11 février 2011 : des scientifiques ont montré que des cellules souches injectées par spray nasal ont entraîné une amélioration des fonctions motrices chez des rats présentant des symptômes de maladies semblables à la maladie de Parkinson[1].

### Chimie
- 2011 est déclarée Année internationale de la chimie (AIC) par l’Assemblée générale des Nations unies[2].

### Physique
- 22 septembre 2011 : l'expérience OPERA montre que des neutrinos dépassent la vitesse de la lumière dans le vide[3]. Finalement la nouvelle est infirmée en juin 2012[4].
- 18 novembre : une équipe d'ingénieurs américains annonce avoir créé le matériau le plus léger au monde – un micro-treillis de tubes métalliques 100 fois plus léger que le Styrofoam, avec d'« extraordinaires » propriétés d'absorption de l'énergie. Ce nouveau matériau pourrait avoir des applications dans le développement des batteries et amortisseurs de nouvelle génération [5],[6].

### Astronomie
- 10 janvier 2011 : Kepler-10b, plus petite exoplanète à ce jour (1,4 masse terrestre).

### Informatique
- 15 février 2011 : un jalon dans l'histoire de l'intelligence artificielle, le programme informatique Watson remporte le jeu Jeopardy! contre deux champions.

### Autre
- 24 janvier 2011 : des chercheurs découvrent des preuves directes que de gigantesques éruptions volcaniques, ayant eu lieu il y a 250 millions d'années, sont probablement à l'origine de la plus grande extinction de l'histoire de la Terre[7].

## Prix
- Prix Nobel

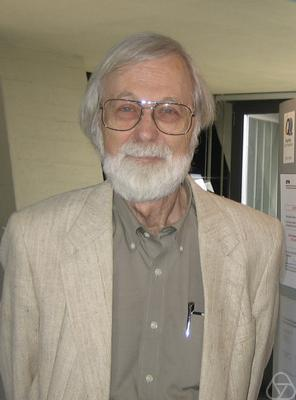
John Milnor

  - Prix Nobel de physiologie ou médecine : Jules Hoffmann et Bruce Beutler ; Ralph Steinman
  - Prix Nobel de physique : Saul Perlmutter, Brian P. Schmidt et Adam G. Riess
  - Prix Nobel de chimie : Dan Shechtman

- Prix Lasker
  - Prix Albert-Lasker pour la recherche médicale fondamentale : Franz-Ulrich Hartl et Arthur Horwich
  - Prix Albert-Lasker pour la recherche médicale clinique : Tu Youyou

- Médailles de la Royal Society
  - Médaille Copley : Dan McKenzie
  - Médaille Hughes : Matthew Rosseinsky
  - Médaille royale : Steven Ley, Robin Holliday, Gregory Winter

- Médailles de la Geological Society of London
  - Médaille Lyell : Christopher Paola (d)
  - Médaille Murchison : E. Bruce Watson (en)
  - Médaille Wollaston : Robert Stephen John Sparks

- Prix Abel en mathématiques : John Milnor
- Prix Jules-Janssen (astronomie) : Roger Ferlet
- Prix Turing en informatique : Judea Pearl
- Médaille Bruce (Astronomie) : Jeremiah Ostriker
- Médaille Linnéenne : Brian J. Coppins (en) et Charles Godfray

- Médaille d'or du CNRS : Jules Hoffmann
- Grand Prix de l'Inserm : Alain Prochiantz

## Décès
- 1er janvier : Bernard Cloutier (né en 1933), ingénieur, chimiste et administrateur québécois.
- 8 janvier : Oleg Grabar (né en 1929), archéologue et historien de l'art français naturalisé américain.

- 1er février : André Laronde (né en 1940), archéologue et helléniste français.
- 2 février : Rodney Hill (né en 1921), ingénieur et mathématicien britannique.
- 17 février : Vera Nyitrai (née en 1926), statisticienne hongroise.

- 1er mars : John M. Lounge (né en 1946), astronaute américain.
- 22 mars : Philippe Flajolet (né en 1948), informaticien et mathématicien français.

- 21 juin : Paul Gochet (né en 1932), philosophe et logicien belge.

- 7 août : Paul Meier (né en 1924), mathématicien et biostatisticien américain.
- 11 août : Lawrence Payne (né en 1923), mathématicien américain.

- 19 septembre : Georges Édouard Delannoy (né en 1922), mathématicien et ingénieur français.

- 23 octobre : Herbert Aaron Hauptman (né en 1917),  mathématicien américain, prix Nobel de chimie en 1985.

- 27 décembre : Michael Dummett (né en 1925), philosophe et logicien britannique.